# 아자디 스타디움
아자디 스타디움(영어: Azadi Stadium, 페르시아어: ورزشگاه آزادی)은 이란 테헤란에 위치한 경기장으로, 최대 8만 명 수용이 가능한 이란 최대 규모의 체육 경기시설이다. 1974년 아시안 게임 주경기장으로 사용하기 위해 건설되었다. 옛 이름은 아리아메르 스타디움(영어: Aryamehr Stadium, 페르시아어: ورزشگاه آریامهر)이었다.

## 개요
해발 1,273m의 고지대에 위치해 있는 아자디 경기장은 공식 수용인원 수 90,000명으로 테헤란에서 개최된 1974년 아시안 게임을 위해 건설되었다. 스타디움은 "아자디 종합 스타디움"의 일부이며, 내에는 축구 연습장, 역도, 수영 시설, 배구, 풋살장이 인접해 있다.
경기장은 이란 축구 국가대표팀의 국제 경기 외에 이란 프로리그의 페르세폴리스 FC와 에스테글랄 테헤란 FC의 본거지로 사용되고 있다.
이전에는 국왕 모하마드 레자 팔라비를 기념해 아리아메르 스타디움이라고 했지만, 1979년 이란 혁명 이후 현재의 명칭으로 변경되었다. 백 스탠드에는 이란의 지도자였던 루홀라 호메이니와 알리 하메네이의 사진이 걸려 있다.
종교상의 이유로 여성 손님의 입장은 허용되지 않았기 때문에 경기 시에는 남성들로 가득 넘쳐 이상한 분위기를 자아냈다. 예외로 2004년 3월 17일에 열린 2004년 하계 올림픽 축구 아시아 지역 최종 예선 한국전과 2005년 3월 25일에 열린 2006년 FIFA 월드컵 아시아 지역 예선 일본전에서는 머리에 히잡과 같은 스카프를 감는 등 피부를 최대한 노출시키지 않는 한도 내에서 여성 원정 응원단의 입장을 일시적으로 허용한 적이 있으며 2019년 10월 내국인 여성 관중 입장을 허용하며 개장 38년만에 여성 관중들도 축구 경기를 관람할 수 있게 되었다.
그리고 아자디 스타디움은 이란 축구 국가대표팀에게는 천국의 경기장이지만 원정 팀에게는 지옥의 경기장으로 악명이 상당히 높다. 특히 축구 원정 팀에게는 단 한번도 이란 테헤란 원정에서 이란 축구 국가대표팀에게 승리하지 못했다.
그러다가 2012년 11월 14일에 열린 2014년 FIFA 월드컵 아시아 지역 최종 예선 A조 5차전에서 우즈베키스탄이 이 경기장에서 이란을 1-0으로 꺾었다.
10만명의 관중이 들어설수 있는 아자디 스타디움이 이란 이슬람 공화국 축구 연맹의 결정으로 1인 1좌석으로 바꾸는 공사로 인해 현재는 10만석에서 8만석으로 줄었다.

## 대한민국과의 악연
대한민국 축구 국가대표팀은 2016년 10월 11일까지 아자디 스타디움에서 열린 이란 축구 국가대표팀과의 8번의 경기에서 3무 5패를 기록하고 있다.
대한민국 K리그 소속인 FC 서울도 이란 프로 리그의 에스테글랄과의 원정 경기에서 결국 무승부를 기록하였다.
| 날짜             | 경기 종류                       | 스코어 | 승패 | 득점자         |
| ---------------- | ------------------------------- | ------ | ---- | -------------- |
| 1974년 9월 11일  | 1974년 아시안 게임              | 0 : 2  | 패   | -              |
| 1977년 11월 11일 | 1978년 FIFA 월드컵 최종 예선    | 2 : 2  | 무   | 이영무         |
| 2006년 11월 15일 | 2007년 AFC 아시안컵 예선        | 0 : 2  | 패   | -              |
| 2009년 2월 11일  | 2010년 FIFA 월드컵 최종 예선    | 1 : 1  | 무   | 박지성         |
| 2012년 10월 17일 | 2014년 FIFA 월드컵 최종 예선    | 0 : 1  | 패   | -              |
| 2013년 10월 3일  | AFC 챔피언스리그 2013 4강 2차전 | 2 : 2  | 무   | 하대성, 김진규 |
| 2014년 11월 18일 | 친선경기                        | 0 : 1  | 패   | -              |
| 2016년 10월 11일 | 2018년 FIFA 월드컵 최종 예선    | 0 : 1  | 패   | -              |
| 2021년 10월 12일 | 2022년 FIFA 월드컵 최종 예선    | 1 : 1  | 무   | 손흥민         |

하지만 2004년 3월 17일, 2004년 아테네 올림픽 아시아 지역 최종 예선에서는 이천수가 결승골을 넣어 1:0으로 승리한 바가 있다.

## 기록

### 2002년 FIFA 월드컵 예선 대륙간 플레이오프

#### UEFA vs AFC 대륙간 플레이오프
| 날짜             | 팀 1 | 스코어 | 팀 2     | 라운드 |
| ---------------- | ---- | ------ | -------- | ------ |
| 2001년 11월 15일 | 이란 | 1 - 0  | 아일랜드 | 2차전  |

## 화보

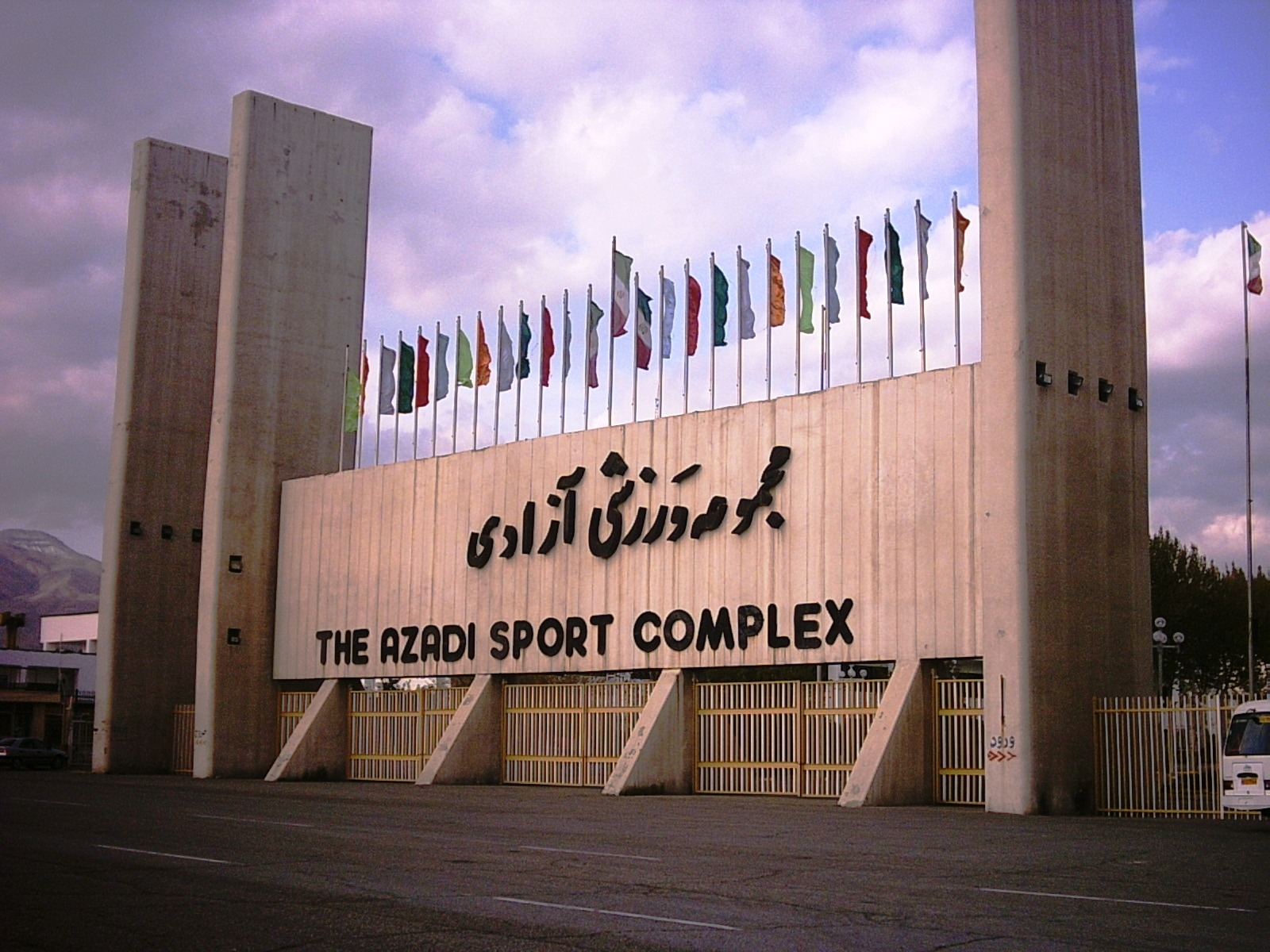
경기장 밖
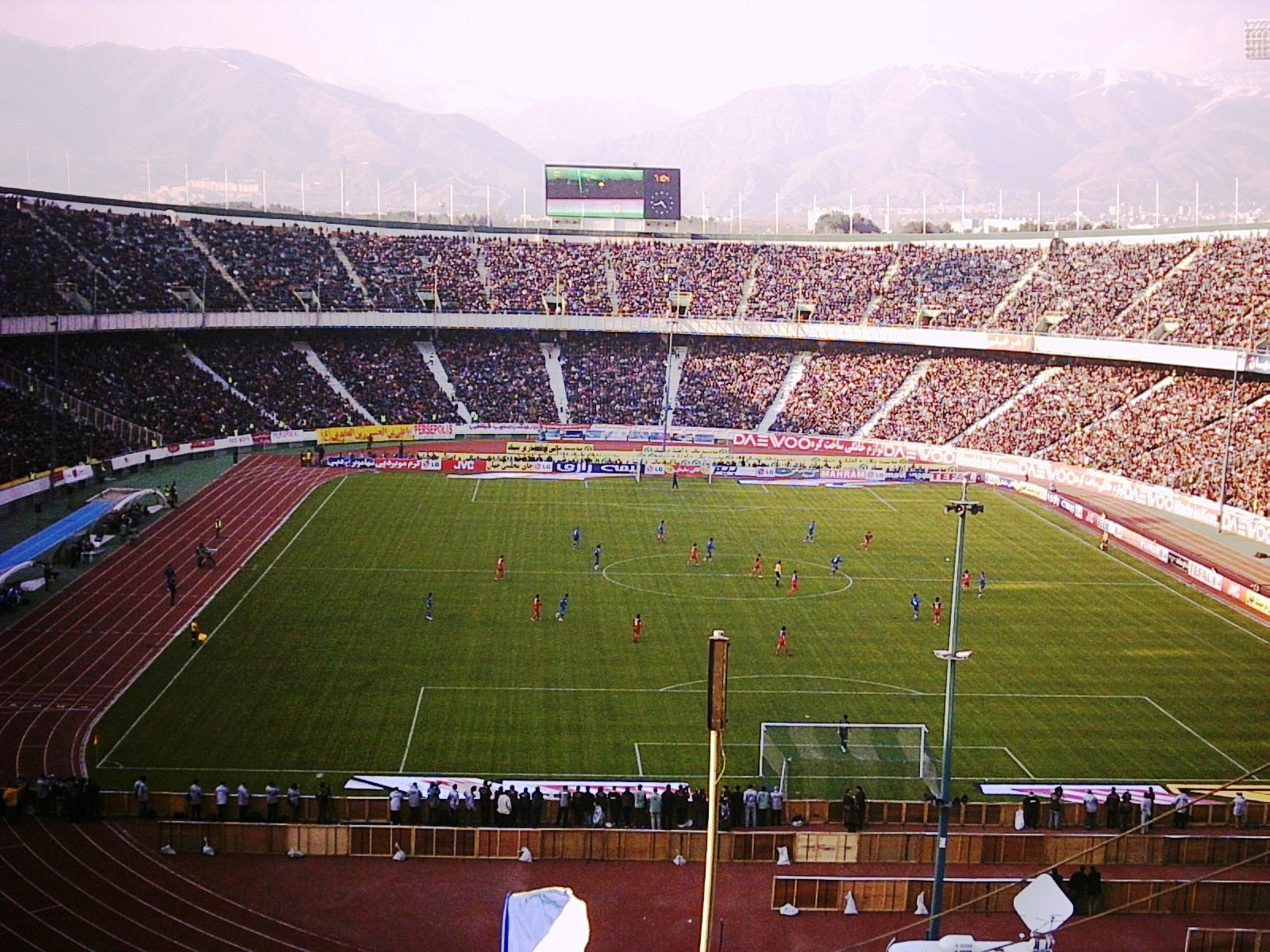
낮 풍광
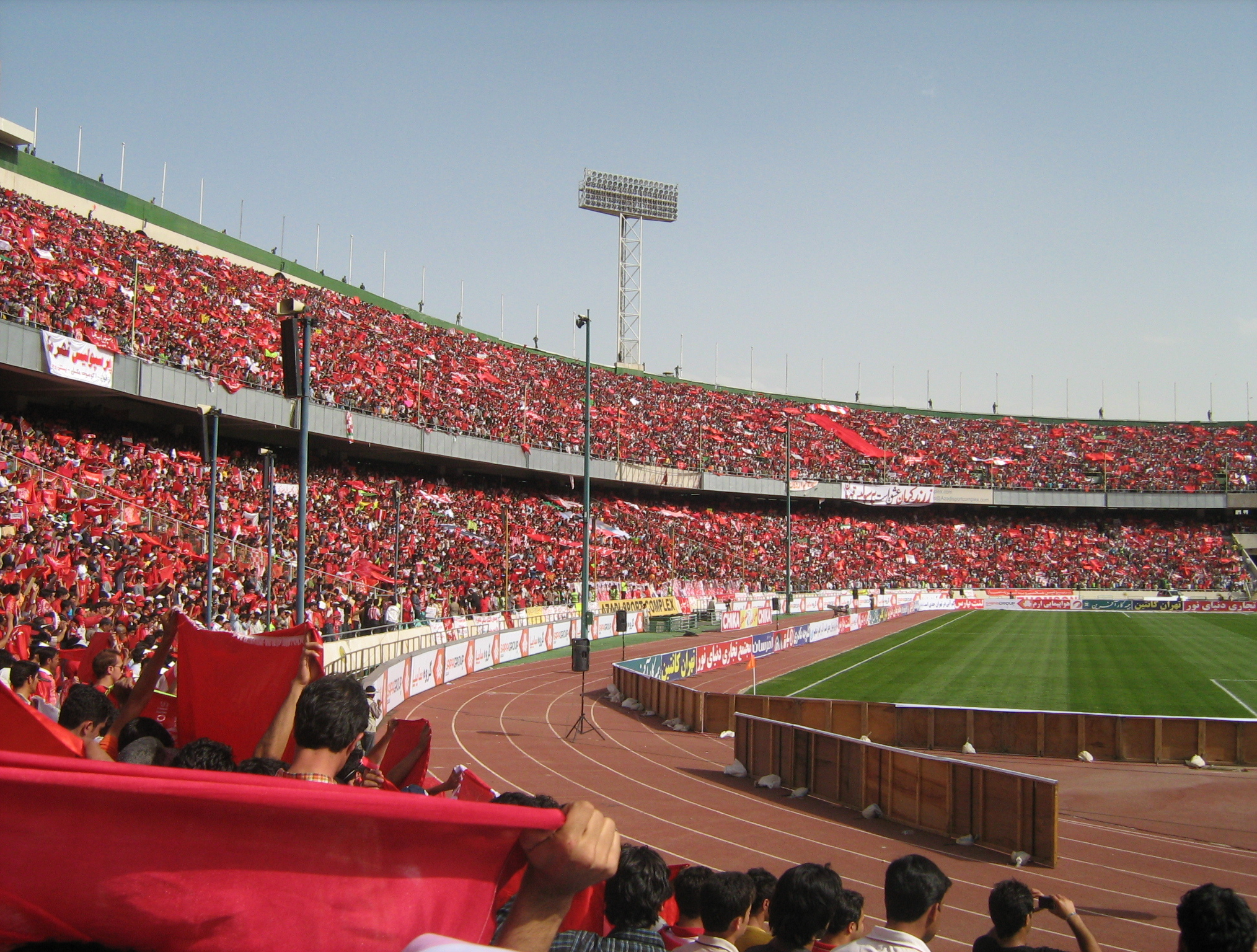
페르세폴리스 서포터스

## 같이 보기
- 보르제 아자디